# 埃德加縣 (伊利諾伊州)
埃德加縣（英語：Edgar County）是美国伊利诺伊州東部的一個縣，東接印第安纳州，面積1,617平方公里。根據2020年美國人口普查，共有人口16,866人。縣治帕里斯（Paris）。該縣成立於1823年1月3日，縣名紀念自英國皇家海軍叛逃依美、後擔任西北領地議員的約翰·埃德加。